# Volemys
Volemys (Zagorodnyuk, 1990) è un genere di roditori della famiglia dei Cricetidi.

## Descrizione

### Dimensioni
Al genere Volemys appartengono roditori di piccole dimensioni, con lunghezza della testa e del corpo tra 83 e 129 mm e la lunghezza della coda tra 46 e 70 mm.

### Caratteristiche craniche e dentarie
Il cranio è delicato, con una scatola cranica lunga, ovale ed appiattita, priva di creste o sporgenze. La regione inter-orbitale è liscia. Il palato posteriore è normale come nel genere Microtus. 
Sono caratterizzati dalla seguente formula dentaria:

### Aspetto
L'aspetto è quello tipico delle arvicole. La pelliccia è lunga, soffice ed arruffata. Le parti dorsali variano dal marrone scuro al grigio scuro, mentre le parti inferiori sono più chiare. Gli occhi sono piccoli. Le orecchie sono parzialmente nascoste. La coda è scura sopra e più chiara sotto. Le femmine hanno quattro paia di mammelle.

## Distribuzione
Il genere è endemico della Cina.

## Tassonomia
Il genere comprende 2 specie.
- Volemys millicens
- Volemys musseri